# Столбова Ксенія Андріївна
Ксенія Андріївна Столбова (нар. 7 лютого 1992 року, Санкт-Петербург) — російська фігуристка, яка виступає в парному катанні.